# アクロポリス

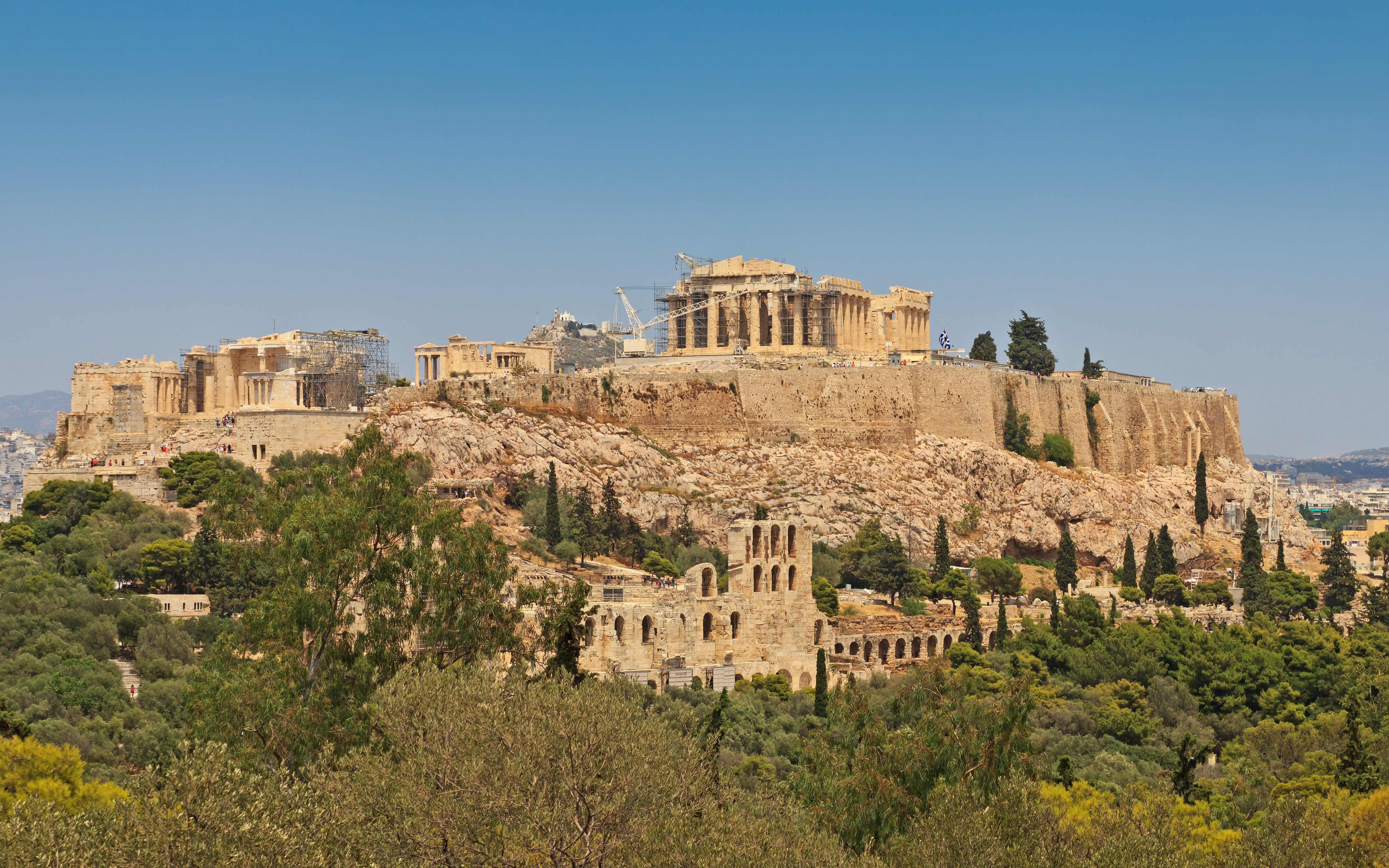
アテナイのアクロポリス

アクロポリス（ギリシア語: ἀκρόπολις）とは、都市国家で、神域としての神殿を中心に構成される場所。もとは城塞としての丘であったが、次第に聖域としての性格を強めた。ギリシャの都市国家は、年ごとに守護神（ゼウス、ヘラ、アテネ、アポロ、ポセイドンなど）を崇拝し、ときには多神教国として複数神を祀った。
古代ギリシアのポリスのシンボルとなった小高い丘のこと。アクロポリスは「高いところ、城市」を意味し、防壁で固められた自然の丘に神殿や砦が築かれているのが普通である。
歴史王以下の諸王の居城であったと伝えられている。ポリス成立後は、神殿や有事の際の避難場としての機能を有する宗教的、軍事的中核として位置づけられるようになった。ポリス成立以前の王城は、都市国家のシンボルとしてのアクロポリスへとその姿を変えたのである。
また、ホメロスによる叙事詩『オデュッセイア』には、「魂のアクロポリス」「肉体のアクロポリス」といった比喩的表現をみることもできる。

## アテナイのアクロポリス

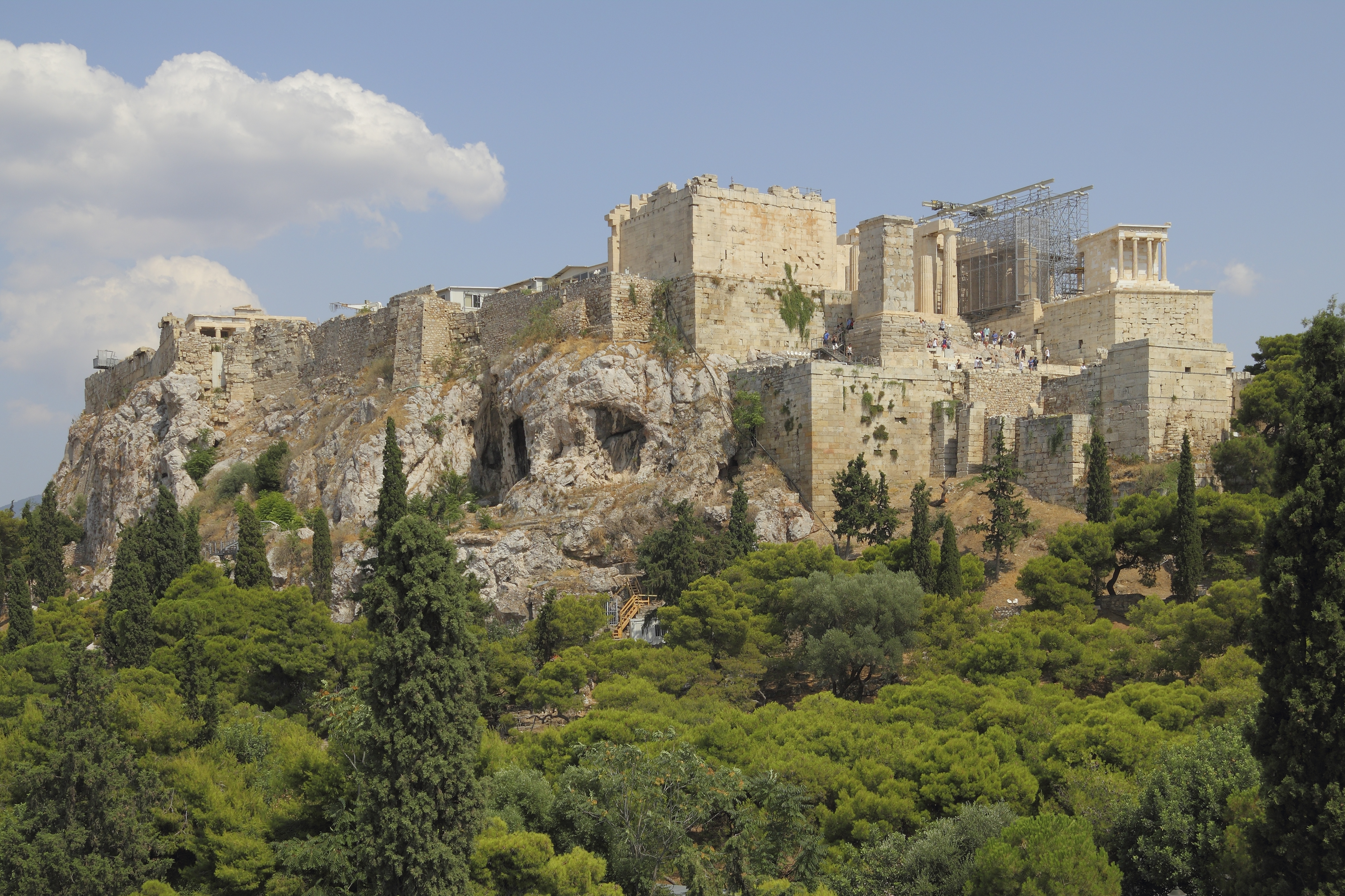
アテナイのアクロポリス

なかでも有名なのがアテナイのアクロポリスである。ペルシア戦争時に木造建築のために全てが灰に帰したと伝えられているが、その後の石造建築による再建の結果、ペリクレスの時代に最も輝かしい時代を迎え、今日の私たちの知るアクロポリスが誕生した。
現在この丘には、古代ギリシア美術を代表する4つの傑作、パルテノン神殿、プロピュライア（神域の入り口の門）、エレクテイオン、アテナ・ニケ神殿がある。二千年の歴史を刻んだパルテノン神殿は、白色とも桃色ともつかない光の加減で変化する大理石の柱46本が青空を背景に荘厳な雰囲気を漂わせている。

## 各地のアクロポリス

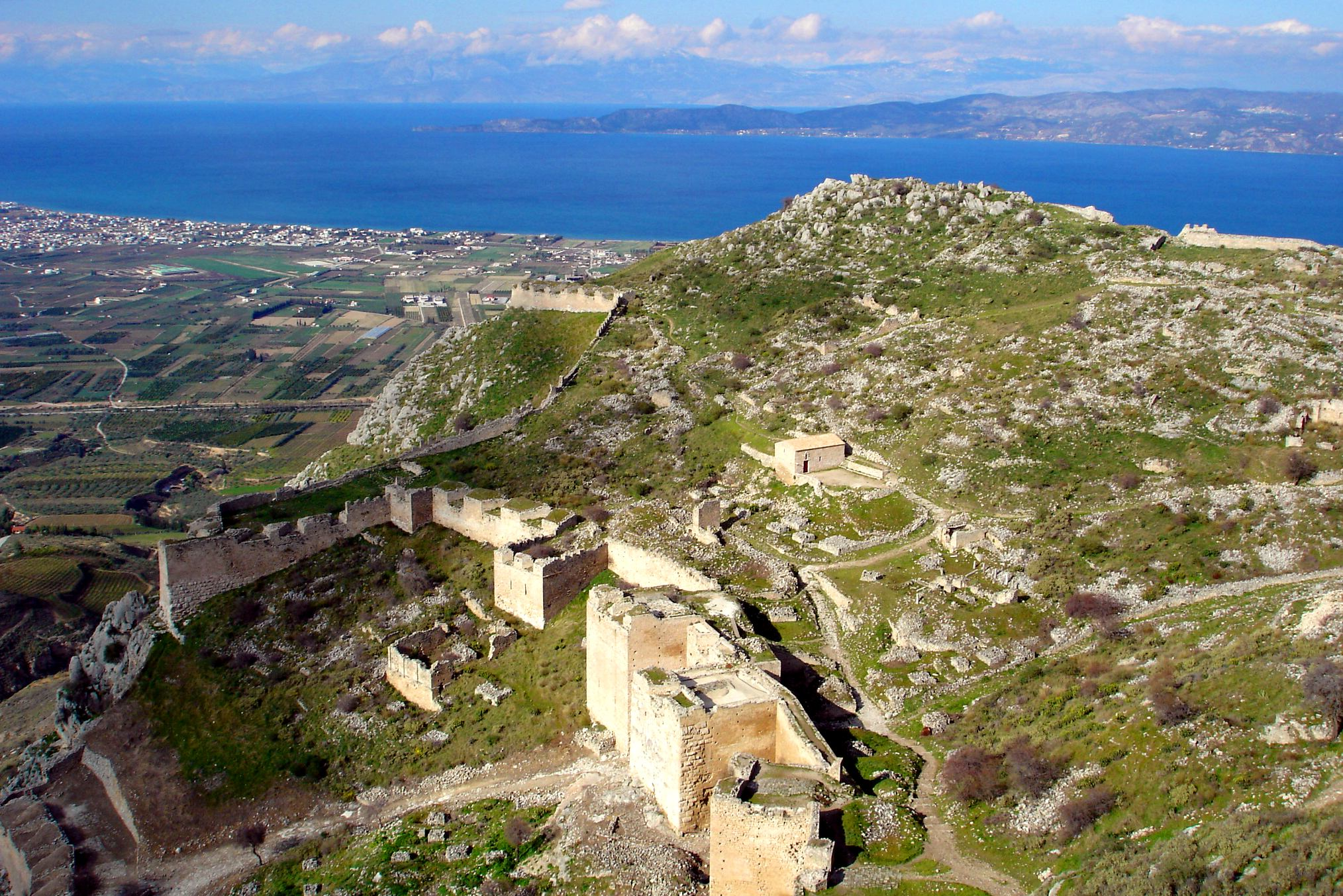
アクロコリントス

これに対してスパルタのアクロポリスは低く目立たない丘で上に神殿が築かれ、ヘレニズム時代には南部の斜面に大劇場がつくられた。メガラのアクロポリスは双生児のように並ぶ二つの丘陵で、アルゴスでも大小二つの丘がアクロポリスとして固められた。コリントスのアクロポリスは、市の背後にそびえる「アクロコリントス」と呼ばれた巨大な丘で、頂上にはアフロディテ神殿などが建てられた。